# Clelia (chi rắn)
Mmussurana hay musurana (tiếng Bồ Đào Nha muçurana) là một chi (Clelia) thuộc họ rắn Colubridae được tìm thấy ở Trung Mỹ và Nam Mỹ, từ Guatemala đến Brazil. Chúng chuyên ăn thịt các loài rắn khác. Chi này hiện có 6 loài được công nhận. Mussurana có chiều dài 1,5 đến 1,6 m, nhưng nó có thể có chiều dài lên đến 2,4 m. Khi còn trẻ, màu lưng của nó là màu hồng nhạt, và trở nên màu xanh biển chì khi nó trưởng thành. Bụng màu vàng hơi trắng. Nó có 10 đến 15 răng mạnh mẽ ở phía sau của miệng nó sử dụng để giữ đầu con rắn bị tấn công và đẩy nó vào thực quản của mình. Sau đó, nó cuộn cơ thể của nó xung quanh nạn nhân, giết chết nó bằng cách co thắt. Nó được miễn nhiễm với nọc độc của các con rắn độc bị nó ăn.

## Các loài
Các loài hiện được công nhận:
- Clelia bicolor (Peracca, 1904)
- Clelia clelia (Daudin, 1803) (cũng gọi là Pseudoboa clelia – Serié, 1921; Pseudoboa occipitolutea – Serié, 1936; Boiruna maculata – Leynaud & Bucher, 1999)[2]
- Clelia equatoriana (Amaral, 1924)
- Clelia errabunda Underwood, 1993
- Clelia rustica (Cope, 1878)
- Clelia scytalina (Cope, 1867)